# Лівінгстон (Техас)
Лівінгстон (англ. Livingston) — місто (англ. town) в США, в окрузі Полк штату Техас. Населення — 5640 осіб (2020).

## Географія
Лівінгстон розташований за координатами 30°42′36″ пн. ш. 94°56′17″ зх. д. / 30.71000° пн. ш. 94.93806° зх. д. (30.710043, -94.937930).  За даними Бюро перепису населення США в 2010 році місто мало площу 22,59 км², з яких 22,56 км² — суходіл та 0,03 км² — водойми.

## Демографія
Згідно з переписом 2010 року, у місті мешкало 5335 осіб у 1958 домогосподарствах у складі 1287 родин. Густота населення становила 236 осіб/км².  Було 2281 помешкання (101/км²).
Расовий склад населення:
| - 67,1 % — білих - 18,0 % — чорних або афроамериканців - 1,1 % — азіатів - 0,7 % — корінних американців - 0,1 % — вихідців з тихоокеанських островів - 11,3 % — осіб інших рас |

До двох чи більше рас належало 1,8 %. Частка іспаномовних становила 19,7 % від усіх жителів.
За віковим діапазоном населення розподілялося таким чином: 26,7 % — особи молодші 18 років, 57,2 % — особи у віці 18—64 років, 16,1 % — особи у віці 65 років та старші. Медіана віку мешканця становила 37,1 року. На 100 осіб жіночої статі у місті припадало 92,9 чоловіків;  на 100 жінок у віці від 18 років та старших — 87,8 чоловіків також старших 18 років.
Середній дохід на одне домашнє господарство  становив 49 725 доларів США (медіана — 38 689), а середній дохід на одну сім'ю — 60 101 долар (медіана — 60 463). Медіана доходів становила 40 375 доларів для чоловіків та 27 442 долари для жінок. За межею бідності перебувало 21,1 % осіб, у тому числі 26,5 % дітей у віці до 18 років та 17,4 % осіб у віці 65 років та старших.
Цивільне працевлаштоване населення становило 2341 особа. Основні галузі зайнятості: освіта, охорона здоров'я та соціальна допомога — 23,8 %, публічна адміністрація — 16,1 %, роздрібна торгівля — 15,5 %.